# Liste der Biografien/Ri
Liste der Biografien |
Portal Biografien |
Personensuche
# |
A |
B |
C |
D |
E |
F |
G |
H |
I |
J |
K |
L |
M |
N |
O |
P |
Q |
R |
S |
T |
U |
V |
W |
X |
Y |
Z |
?
 
Ra |
Rb |
Rd |
Re |
Rh |
Ri |
Rj |
Rk |
Rl |
Rm |
Rn |
Ro |
Rr |
Rs |
Rt |
Ru |
Rv |
Rw |
Rx |
Ry |
Rz
 
Ria |
Rib |
Ric |
Rid |
Rie |
Rif |
Rig |
Rih |
Rii |
Rij |
Rik |
Ril |
Rim |
Rin |
Rio |
Rip |
Riq |
Rir |
Ris |
Rit |
Riu |
Riv |
Riw |
Rix |
Riy |
Riz
Die Liste der Biografien führt alle Personen auf, die in der deutschsprachigen Wikipedia einen Artikel haben. Dieses ist eine Teilliste mit 67 Einträgen von Personen, deren Namen mit den Buchstaben „Ri“ beginnt.

## Ri
- Ri, altägyptischer Bildhauer
- Ri Hyon-sim (* 1997), nordkoreanische Tischtennisspielerin
- Ri, Chol-guk (* 1985), nordkoreanischer Tischtennisspieler
- Ri, Chol-min (* 1980), nordkoreanischer Eishockeyspieler
- Ri, Chol-myong (* 1988), nordkoreanischer Fußballspieler
- Ri, Chun-hee (* 1943), koreanische Nachrichtensprecherin
- Ri, Chun-ok (* 1947), nordkoreanische Volleyballspielerin
- Ri, Han-jae (* 1982), nordkoreanischer Fußballspieler
- Ri, Ho-jun (* 1946), nordkoreanischer Sportschütze
- Ri, Hung-ryong (* 1988), nordkoreanischer Fußballspieler
- Ri, Hyang-ok (* 1977), nordkoreanische Fußballspielerin und -schiedsrichterin
- Ri, Hyok-chol (* 1985), nordkoreanischer Fußballspieler
- Ri, Hyok-chol (* 1992), nordkoreanischer Eishockeyspieler
- Ri, Hyun-ju (* 1996), nordkoreanischer Wasserspringer
- Ri, Jong-hui (* 1953), nordkoreanischer Ruderer
- Ri, Jong-hwa (* 1990), nordkoreanische Gewichtheberin
- Ri, Jong-ok (1916–1999), nordkoreanischer Politiker (Ministerpräsident)
- Ri, Jong-sik (* 2000), nordkoreanischer Tischtennisspieler
- Ri, Jun-il (* 1987), nordkoreanischer Fußballspieler
- Ri, Kaisei (1935–2025), japanischer Schriftsteller
- Ri, Kang-bom (* 1993), nordkoreanischer Leichtathlet
- Ri, Kum-song (* 1988), nordkoreanischer Eishockeyspieler
- Ri, Kum-suk (* 1978), nordkoreanische Fußballspielerin
- Ri, Kŭn-mo (* 1926), koreanischer Politiker, Ministerpräsident von Nordkorea (1986–1988)
- Ri, Kwang-chon (* 1985), nordkoreanischer Fußballspieler
- Ri, Kwang-hyok (* 1987), nordkoreanischer Fußballspieler
- Ri, Kwang-il (* 1988), nordkoreanischer Fußballtorhüter
- Ri, Kwang-song (* 1990), nordkoreanischer Eishockeyspieler
- Ri, Mathias Iong-hoon (* 1951), südkoreanischer Geistlicher, Bischof von Suwon
- Ri, Mi-gyong (* 1990), nordkoreanische Tischtennisspielerin
- Ri, Myong-chol, nordkoreanischer Politiker, Abgeordneter der Obersten Volksversammlung
- Ri, Myong-dok (* 1984), nordkoreanischer Fußballtorhüter
- Ri, Myong-guk (* 1986), nordkoreanischer Fußballtorhüter
- Ri, Myong-sam (* 1974), nordkoreanischer Fußballspieler
- Ri, Myong-su (* 1934), nordkoreanischer Politiker und General
- Ri, Myong-sun (* 1992), nordkoreanische Tischtennisspielerin
- Ri, Paul Moun-hi (1935–2021), südkoreanischer Geistlicher, römisch-katholischer Erzbischof von Daegu
- Ri, Placidus (1935–2006), koranischer Geistlicher und Benediktinerabt
- Ri, Pom (* 1995), nordkoreanische Eishockeytorhüterin
- Ri, Pong-il (* 1988), nordkoreanischer Eishockeyspieler
- Ri, Pyong-sam, nordkoreanischer Politiker und Offizier
- Ri, Se-gwang (* 1985), nordkoreanischer Kunstturner
- Ri, Se-gwang (* 1988), nordkoreanischer Eishockeyspieler
- Ri, Simon (1946–2016), koreanischer römisch-katholischer Geistlicher und Benediktinerabt
- Ri, Sol-ju (* 1989), nordkoreanische Ehefrau des nordkoreanischen Diktators Kim Jong-unRi Sol-ju (* 1989)

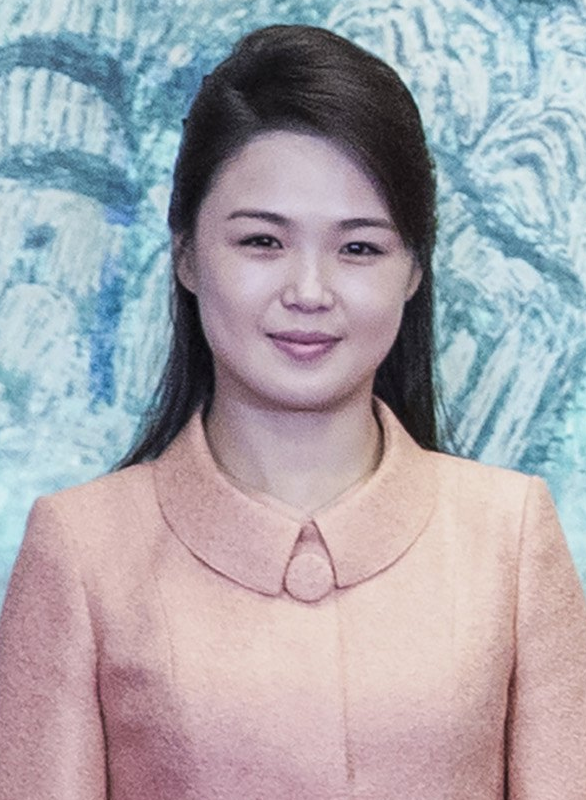
Ri Sol-ju (* 1989)

- Ri, Son-gwon, nordkoreanischer Politiker und Diplomat
- Ri, Song-chol (* 1986), nordkoreanischer Eiskunstläufer und Politiker
- Ri, Song-hui (* 1978), nordkoreanische Gewichtheberin
- Ri, Song-suk, nordkoreanische Tischtennisspielerin
- Ri, Su-yong (* 1940), nordkoreanischer Diplomat und Politiker
- Ri, Sun-il (* 1985), nordkoreanischer Eishockeyspieler
- Ri, Sung-gi (1905–1996), nordkoreanischer Chemiker
- Ri, Sung-Ryool (* 1942), nordkoreanischer Eisschnellläufer
- Ri, Tae-nam (1938–2013), nordkoreanischer Politiker
- Ri, Thae-ha (* 2003), nordkoreanischer Fußballspieler
- Ri, Tu-ik (1921–2002), nordkoreanischer Politiker und Vizemarschall
- Ri, Tuk-nam, nordkoreanischer Politiker
- Ri, Ul-sol (1921–2015), nordkoreanischer Politiker und Marschall
- Ri, Un-hyang (* 1988), nordkoreanische Fußballspielerin
- Ri, Vincent Pyung-ho (* 1941), südkoreanischer Geistlicher und emeritierter römisch-katholischer Bischof von Jeonju
- Ri, Yong-gil (* 1952), nordkoreanischer General und Politiker
- Ri, Yong-gwang (* 1982), nordkoreanischer Fußballspieler
- Ri, Yong-ho (* 1942), nordkoreanischer Generalstabschef, Mitglied des Sekretariats des Politbüros der PdAK, Vizevorsitzender der zentralen Militärkommission der PdAK
- Ri, Yong-ho (* 1954), nordkoreanischer Politiker, Außenminister
- Ri, Yong-jik (* 1991), nordkoreanischer Fußballspieler
- Ri, Yong-mu (1925–2022), nordkoreanischer Politiker und Vizemarschall
- Ri, Yong-sam (* 1972), nordkoreanischer Ringer